# Arauco tiene una pena
«Arauco tiene una pena», a veces conocida como «Levántate, Huenchullán», es una canción perteneciente a la Nueva canción chilena, escrita por la chilena Violeta Parra a principios de la década de 1960, y publicada en algunos discos de la cantautora, como el álbum grabado en Argentina El folklore de Chile según Violeta Parra (1962) o el póstumo Canciones reencontradas en París (1971). 
Es una de las canciones más emblemáticas y combativas de Parra. Trata sobre las condiciones políticas y sociales que experimenta desde hace siglos el pueblo mapuche.
La canción ha sido versionada en diversas ocasiones por artistas o grupos musicales como Jorge González o Los Jaivas, y es usada como himno por los defensores de los derechos de los mapuches.